# Полуострво Кејп Јорк
Полуострво Кејп Јорк велико је полуострво које се налази између Великог коралног гребена, Торесовог мореуза и Карпентаријског залива на северу аустралијске државе Квинсленд. Највећа је нетакнута дивљина у северној Аустралији и уопштено на Земљи. Махом владају равнице па је земљиште погодно за испашу стоке. Могу се наћи саване, прашуме и друга значајна природна станишта које људи не нарушавају а од глобалног су еколошког значаја.
Полуострво се простире на површини од око 288 хиљада км², а дужина износи више од 600 км. Становништво полуострва броји око 18.000 људи, од којих већину чине абориџини и острвљани Торесовог мореуза.
На самом врху полуострва налази се Рт Јорк — најсевернија тачка аустралијског континента. Удаљеност поменутог рта до острва Нове Гвинеје износи 160 км. Данашње име полуострву је 1770. године дао енглески морепловац Џејмс Кук.

## Историја

### Европско истраживање
У фебруару 1606. холандски морепловац Вилем Јансзун пристао је у близини места данашњег Вајпа, на западној обали полуострва Кејп Јорк. Ово је било прво забележено искрцавање Еуропљана у Аустралију, а уедно је означило и први пријављени контакт између Европљана и Абориџина.
Едмунд Кенеди је био први европски истраживач који је покушао копнену експедицију на полуострво Кејп Јорк. Циљ је био да се успостави рута до врха полуострвоа, где су пословни људи из Сиднеја покушавали да развију луку за трговину с Источном Индијом.
Експедиција је кренула из залива Рокингам у близини данашњег града Кардвела у мају 1848. и показала се као једна од великих катастрофа аустралских истраживања.
На врх полуострвоа (зван само Кејп Јорк) Европљани су коначно стигли 1864. године када су браћа Францис Ласолс (Франк) и Александер Вилијам Џардајн, заједно с осам супутника, отерали крдо стоке из Рокхамптона у ново насеље Сомерсет (на Кејп Јорку) где је отац Џардајнса био заповедник. На путу су изгубили већину својих коња, већи део залиха и водили жестоке битке с Абориџинима, да би коначно стигли у марту 1865.

### Први контакт
Први познати контакт између Европљана и Абориџина догодио се на западној обали полуострвоа 1606. године, али Европљани су га населили тек у 19. веку када су основане рибарске заједнице, затим постаје и касније рударски градови. Европско насеље довело је до расељавања заједница Абориџина и доласка оствљана Торесовог пролаза на копно.

## Географија и геологија
Западна обала граничи с заливом Карпентарија, а источна с Коралним морем. Полуострво је с три стране (север, исток и запад) омеђено водом. Не постоји јасно разграничење према југу, иако службена граница Квинсланда у Закону о наслеђу полуострва Кејп Јорк из 2007. пролази на око 16°Ј географске ширине.
Најшири део полуострвоа протеже се 430 km од реке Блумфилд на југоистоку, преко до западне обале јужно од абориџинске заједнице Ковањама. То је отприлике 660 km од јужне границе Кук Шаја, до врха Кејп Јорка.
На врху полуострва налази се Кејп Јорк, најсевернија тачка аустралског копна. Именовао га је поручник Џејмс Кук 21. августа 1770. у част принца Едварда, војводе од Јорка и Албанија, брата краља Џорџа III од Уједињеног Краљевства, који је умро три године раније.
Тропски крајолици су међу најстабилнијима на свету. Дуго неометано тектонском активношћу, полуострво је изразито еродирано, готово равна ниска равница којом доминирају вијугаве реке и големе поплавне равнице, с неким врло ниским брежуљцима који се уздижу до 800 m надморске висине у ланцу Макилврат на источној страни око градића Коена.
Окосница полуострва Кекј Јорк је гребен полуострвоа, део аустралског Великог разводног горја. Овај планински ланац се састоји од древних (1,5 милијарди година старих) прекамбријумских и палеозојских стена. Источно и западно од гребена полуострвоа леже базени Карпентарија и Лора, који се састоје од древних мезозојских седимената. На полуострву постоји неколико изванредних облика рељефа: велика пространства нетакнутих поља дина на источној обали око залива Шелбурн и рта БедфорђКеп Флатери, огромне гомиле црних гранитних громада у Националном парку Црна планина и Кејп Мелвил, те кречљачки кршки терени око Палмерстона на крајњем југу полуострва.

### Тло
Тла су изразито неплодна чак и у поређењу с другим подручјима Аустралије, јер су готово у потпуности латеризирана и у већини случајева толико стара и истрошена да је данас врло мало растиња. Управо због овог изузетног сиромаштва тла регија је тако слабо насељена: тла су толико необрадива и не реагирају на ђубрива те су покушаји узгоја комерцијалних усева обично пропадали.

### Клима
Клима на полуострву Кејп Јорк је тропска и монсунска, с јаком сезоном монсуна од новембра до априла, за које време шума постаје готово ненастањива, и сушном сезоном од маја до новембра. Температура је топла до вруће, с хладнијом климом у вишим пределима. Средње годишње температуре крећу се од 18 °C на вишим надморским висинама до 27 °C у низинама на сушнијем југозападу. Температуре преко 40 °C и испод 5 °C су ретке.
Годишња количина падавина је велика, у распону од преко 2.000 милиметара у Жељезном ланцу и северно од Вајпа на око 700 милиметара на јужној граници. Готово сва та киша пада између новембра и априла, а само на источним падинама Жељезног ланца средња је количина падавина између јуна и септембра је изнад 5 милиметара. Међутим, између јануара и марта средња месечна количина падавина креће се од око 170 милиметара на југу до преко 500 милиметара на северу и на Жељезном ланцу.
| Клима Cape York        | Клима Cape York | Клима Cape York | Клима Cape York | Клима Cape York | Клима Cape York | Клима Cape York | Клима Cape York | Клима Cape York | Клима Cape York | Клима Cape York | Клима Cape York | Клима Cape York | Клима Cape York  |
| Показатељ \ Месец      | .Јан.           | .Феб.           | .Мар.           | .Апр.           | .Мај.           | .Јун.           | .Јул.           | .Авг.           | .Сеп.           | .Окт.           | .Нов.           | .Дец.           | .Год.            |
| ---------------------- | --------------- | --------------- | --------------- | --------------- | --------------- | --------------- | --------------- | --------------- | --------------- | --------------- | --------------- | --------------- | ---------------- |
| Максимум, °C (°F)      | 29,8 (85,6)     | 29,6 (85,3)     | 29,6 (85,3)     | 29,5 (85,1)     | 28,8 (83,8)     | 28,1 (82,6)     | 27,6 (81,7)     | 27,8 (82)       | 28,5 (83,3)     | 29,9 (85,8)     | 30,9 (87,6)     | 30,8 (87,4)     | 29,2 (84,6)      |
| Минимум, °C (°F)       | 24,0 (75,2)     | 23,9 (75)       | 23,8 (74,8)     | 23,7 (74,7)     | 23,0 (73,4)     | 22,3 (72,1)     | 21,5 (70,7)     | 21,6 (70,9)     | 22,2 (72)       | 22,9 (73,2)     | 23,8 (74,8)     | 24,2 (75,6)     | 23,1 (73,6)      |
| Количина кише, mm (in) | 370,6 (14,591)  | 352,1 (13,862)  | 370,9 (14,602)  | 205,5 (8,091)   | 49,1 (1,933)    | 21,1 (0,831)    | 19,7 (0,776)    | 9,5 (0,374)     | 11,4 (0,449)    | 34,9 (1,374)    | 156,7 (6,169)   | 194,6 (7,661)   | 1.794,7 (70,657) |
| Извор:                 |                 |                 |                 |                 |                 |                 |                 |                 |                 |                 |                 |                 |                  |

### Реке
Гребен полуострва чини разделу сливова између залива Карпентарија и Коралног мора. На западу, низ великих, вијугавих речних система укључујући сливове река Мичел, Статен, Колеман, Холројд, Арчер, Вотсон, Венлок, Дјуци и Џардајн испуштају своје воде у залев Карпентарија. Током сушне сезоне те се реке своде на низ водотока и пешчаних корита. Ипак, с доласком бујичних киша у влажној сезони, оне набујају у моћне водене путеве, ширећи се преко великих поплавних равница и обалских мочвара и дајући живот великом низу слатководних и мочварних врста.
На источним падинама, краће, брже текуће реке Џеки Џеки Крик, Олив, Паско, Локхарт, Стјуарт, Џени и Ендевор теку према Коралном мору, осигуравајући важну слатку воду и храњиве материје најздравијем делу Великог кораљног гребена. На свом путу те дивље, неометане реке обрубљене су густим прашумама, пешчаним динама или мангровама.
Поплавне равнице базена Лора, које су заштићене у националним парковима Лакефилд и Џек река, прелазе реке Морхед, Хан, Норт Кенеди, Лора, Џек и Норманби.
Речни сливови полуострева познати су по својој изузетногј хидролошкој целовитости. Уз мале поремећаје у водотоковима и вегетацијском покрову у целим сливовима, полуострво Кејп Јорк идентификовано је као једно од ретких места где тропски циклуси воде остају у основи нетакнути. Полуострво Кејп Јорк доприноси чак четвртини површинског отицања воде Аустралије. Заиста, са само око 2,7 посто аустралске копнене површине производи више отицања од целе Аустралије јужно од Јарчеве обратнице. Уз те обилне тропске падавине, реке полуострвоа такође су од посебне важности за надопуњавање Великог артешког базена средишње Аустралије. Влада Квинсленда тренутно је спремна заштитити 13 дивљих река на полуострву Кејп Јорк према Закону о дивљим рекама из 2005.